# Amtsbezirk Abel
Der Amtsbezirk Abel war ein Amtsbezirk im Kreis Tondern in der Provinz Schleswig-Holstein.
Der Amtsbezirk wurde 1889 gebildet und umfasste die folgenden Gemeinden:  
1. Abel
2. Groß Emmerschede
3. Höxlund
4. Klein Emmerschede
5. Söllstedt
6. Tüchschau
7. Twedt
8. Wennemos

1920 wurde der Amtsbezirk aufgelöst und die Gemeinden aufgrund der Volksabstimmung in Schleswig an Dänemark abgetreten.